# MZKT-6001
Der MZKT-6001 (russisch МЗКТ-6001) ist ein Lastkraftwagen des belarussischen Herstellers Minski Sawod Koljosnych Tjagatschei (russisch Минский завод колёсных тягачей, kurz MZKT bzw. МЗКТ, auf Deutsch Minsker Radschlepperwerk), er wird seit 2009 produziert. Das Fahrzeug mit drei Achsen hat Allradantrieb und ist für militärische Einsätze vorgesehen. Mit dem MZKT-5002 existiert seit 2013 auch eine kleinere Version mit nur zwei Achsen. Außerdem wird als MZKT-6002 ein Vierachser gebaut. Der Markenname Volat wird für die Lastwagen ebenso genutzt wie die Typenbezeichnung MZKT-6001.

## Fahrzeuggeschichte

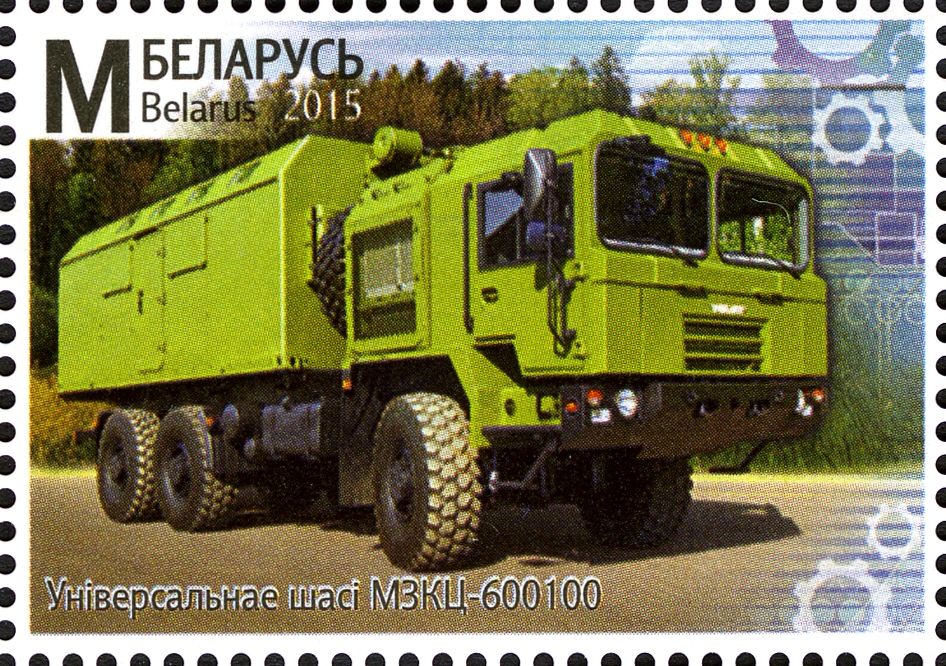
MZKT-600100 auf einer belarussischen Briefmarke von 2015

Der MZKT-6001 wurde vom Hersteller komplett neu entwickelt und 2009 der Öffentlichkeit präsentiert. Er ist das Grundmodell einer ganzen Fahrzeugfamilie:
- MZKT-5002 – Zweiachsige Version für drei Tonnen Nutzlast, 2013 für den belarussischen Grenzschutz entwickelt.
- MZKT-6001 – Grundversion mit drei Achsen und russischem Motor, heute vom Hersteller als MZKT-600100 vertrieben.[2]
- MZKT-600130 – Dreiachsige Version mit Motor von Caterpillar, Getriebe von Allison Transmission und 440 PS.[3]
- MZKT-6002 – Vierachsige Version mit gesteigerter Nutzlast, in verschiedenen Versionen angeboten.
- MZKT-6006 – Modernisierte Variante mit 21,8 Tonnen Nutzlast und drei Achsen.

Der Lkw ist in der Grundversion mit einem V8-Dieselmotor aus dem Jaroslawski Motorny Sawod ausgerüstet, der 400 bis 420 PS entwickelt. Weiter wird ein Automatikgetriebe verwendet, das entweder aus einheimischer Fertigung oder von Allison Transmission stammt. Motor und Kühler sind in einem separaten Abteil hinter dem Fahrerhaus angebracht, um sie vor Schmutz zu schützen und die Bauhöhe der Fahrerkabine zu verringern. Eine ähnliche Konstruktion wurde bereits beim Militärlastwagen MAN gl aus den 1970er-Jahren verwendet. Für gute Geländeeigenschaften hat der Lkw eine große Bodenfreiheit und permanenten Allradantrieb. Die Wattiefe beträgt 150 Zentimeter.
Für den militärischen Gebrauch wird das Fahrzeug mit Pritsche und Plane ausgerüstet, alle Bordwände sind klappbar. Es kann zusätzlich und nachträglich mit einer leichten Panzerung versehen werden, um es vor Beschuss und Minen zu schützen. Die Kabine aus Stahl bietet Platz für den Fahrer und zwei Passagiere. Der Lastwagen wird nicht als reines Fahrgestell für militärische Spezialaufbauten gefertigt, diese Aufgabe übernimmt der Vierachser MZKT-6002. Zusätzlich zur Nutzlast auf der Pritsche können noch Anhänger oder Waffen mit einem Gesamtgewicht von bis zu zehn Tonnen an den Lkw angehängt werden.
Mit Stand 2018 wird das Fahrzeug vom Hersteller nicht für zivile Zwecke angeboten, obwohl dies zum Beispiel beim MZKT-5002 der Fall ist.

## Technische Daten
Für den MZKT-6001 mit Pritsche und russischer Motorisierung. Die Angaben für die Abmessungen beziehen sich auf den MZKT-600130.
- Motor: Vierzylinder-Viertakt-Dieselmotor
- Motortyp: JaMZ-7513
- Leistung: 420 PS (309 kW) bei 1900 min−1
- Hubraum: 14.860 cm³
- Bohrung: 130 mm
- Hub: 140 mm
- Drehmoment: 1813 Nm bei 1100–1300 min−1
- Lebensdauer: 650.000 km
- Motorgewicht: 1215 kg
- Getriebe: GMP-4163
- Getriebetyp: automatisches Sechsganggetriebe mit Rückwärtsgang
- Verteilergetriebe: zweistufig (mit Geländeuntersetzung)
- Höchstgeschwindigkeit: 110 km/h
- Tankinhalt: 2 × 270 l
- Reichweite: 1000 km
- Bordspannung: 24 V
- Batterien: 2 × 190 Ah
- Bremse: Zweikreis-Druckluftbremse mit ABS, Motorstaubremse und Handbremse
- Antriebsformel: 6×6

Abmessungen und Gewichte
- Länge: 9010 mm
- Breite: 2550 mm
- Höhe: 3425 mm
- Radstand: 4050 + 1450 mm
- Spurweite: 2070 mm vorne und hinten
- Bodenfreiheit: 370 mm
- Grabenüberschreitweite: 800 mm
- Wattiefe: 1,5 m
- Wendekreis: 23 m
- Steigfähigkeit: 70 %
- Reifengröße: 16,00-20
- Leergewicht: 13.300 kg
- Zuladung: 12.500 kg
- zulässiges Gesamtgewicht: 26.000 kg
- Anhängelast: 10.000 kg[1]
- Achslast vorne: 8000 kg
- Achslast hinten: je 9000 kg